# Juan Millán
Juan Andrés Millán Santarcieri (Florida, 13 agosto 2001) è un calciatore uruguaiano, centrocampista del Danubio.

## Carriera
Millán è cresciuto nel settore giovanile del Nacional. Nel 2021 è stato ceduto in prestito al Racing Montevideo, con cui ha debuttato il 10 giugno 2021 nell'incontro di Segunda División pareggiato 2-2 contro il Rampla Juniors. Rientrato al Nacional, ha giocato per sei mesi con la squadra B prima di passare a titolo definitivo al Danubio. Ha debuttato in Primera División il 5 febbraio 2023 nell'incontro pareggiato 1-1 contro il Montevideo City Torque proprio grazie ad una sua rete al 96'.

## Statistiche

### Presenze e reti nei club
Statistiche aggiornate al 3 maggio 2024.
| Stagione        | Squadra           | Campionato      | Campionato | Campionato | Coppe nazionali | Coppe nazionali | Coppe nazionali | Coppe continentali | Coppe continentali | Coppe continentali | Altre coppe | Altre coppe | Altre coppe | Totale | Totale | Totale |
| Stagione        | Squadra           | Comp            | Pres       | Reti       | Comp            | Pres            | Reti            | Comp               | Pres               | Reti               | Comp        | Pres        | Reti        | Pres   | Reti   |        |
| --------------- | ----------------- | --------------- | ---------- | ---------- | --------------- | --------------- | --------------- | ------------------ | ------------------ | ------------------ | ----------- | ----------- | ----------- | ------ | ------ | ------ |
| 2021            | Racing Montevideo | SD              | 3          | 1          |                 | -               | -               |                    | -                  | -                  |             | -           | -           | 3      | 1      |        |
| 2022            | Danubio           | PD              | 0          | 0          | CU              | 1               | 0               |                    | -                  | -                  |             | -           | -           | 1      | 0      |        |
| 2023            | Danubio           | PD              | 26         | 2          | CU              | 1               | 0               | CS                 | 7                  | 1                  |             | -           | -           | 34     | 3      |        |
| 2024            | Danubio           | PD              | 1          | 0          | CU              | 0               | 0               | CS                 | 0                  | 0                  |             | -           | -           | 1      | 0      |        |
| Totale carriera | Totale carriera   | Totale carriera | 30         | 3          |                 | 2               | 0               |                    | 7                  | 1                  |             | -           | -           | 39     | 4      |        |